# 倭村 (三重県)
倭村（やまとむら）は、三重県一志郡にあった村。現在の津市白山町の北西部にあたる。本項では発足時の名称である佐田村（さだむら）についても述べる。

## 歴史

### 村名の由来
中世に所属した「小倭荘」（おやまとしょう）にちなみ、将来への飛躍を祈り「小」を外して命名。現在は津市立倭小学校、および国道165号線の交差点名「倭1」「倭2」等に名をとどめる。

### 沿革
- 1889年（明治22年）4月1日 - 町村制の施行により、佐田村・中ノ村・上ノ村・南出村・垣内村の区域をもって佐田村が発足。
- 1891年（明治24年）6月1日 - 佐田村が改称して倭村となる。
- 1955年（昭和30年）3月15日 - 家城町・川口村・大三村・八ツ山村と合併して白山町が発足。同日倭村廃止。

## 大字
- 佐田（さだ）
- 垣内（かいと）
- 中ノ村（なかのむら）
- 南出（みなみで）
- 上ノ村（かみのむら）

## 交通

### 鉄道
- 近畿日本鉄道
  - 大阪線
    - 東青山駅 - 佐田駅（現・榊原温泉口駅）